# Emil Bijlsma
Emil Bijlsma (Borger, 6 september 1998) is een Nederlands voetballer die als middenvelder voor VV Hoogeveen speelt.

## Carrière
Emil Bijlsma speelde in de jeugd van SV Borger en FC Emmen. Hij maakte zijn debuut in het betaald voetbal voor FC Emmen op 6 oktober 2017, in de met 2–0 gewonnen thuiswedstrijd tegen SC Cambuur. Hij kwam in de 90+2e minuut in het veld voor Hilal Ben Moussa. FC Emmen promoveerde naar de Eredivisie, maar in het gehele seizoen 2018/19 kwam Bijlsma niet in actie. Na het aflopen van zijn contract in 2019 vertrok hij naar VV Hoogeveen.

### Carrièrestatistieken
| Seizoen                     | Club            | Land            | Competitie      | Competitie | Competitie | Beker | Beker | Internationaal | Internationaal | Overig | Overig | Totaal | Totaal |
| Seizoen                     | Club            | Land            | Competitie      | Wed.       | Dlp.       | Wed.  | Dlp.  | Wed.           | Dlp.           | Wed.   | Dlp.   | Wed.   | Dlp.   |
| --------------------------- | --------------- | --------------- | --------------- | ---------- | ---------- | ----- | ----- | -------------- | -------------- | ------ | ------ | ------ | ------ |
| 2017/18                     | FC Emmen        | Nederland       | Eerste divisie  | 2          | 0          | 0     | 0     | 0              | 0              | 0      | 0      | 2      | 0      |
| 2018/19                     | FC Emmen        | Nederland       | Eredivisie      | 0          | 0          | 0     | 0     | 0              | 0              | 0      | 0      | 0      | 0      |
| Carrière totaal             | Carrière totaal | Carrière totaal | Carrière totaal | 2          | 0          | 0     | 0     | 0              | 0              | 0      | 0      | 2      | 0      |
| Bijgewerkt tot 30 juli 2018 |                 |                 |                 |            |            |       |       |                |                |        |        |        |        |

## Erelijst
| Promotie Eredivisie na play-offs | 1x | 2017/18 |